# Saison 1 de Mafiosa
Chronologie
Saison 2 de Mafiosa
Cet article présente le guide des épisodes de la première saison de la série télévisée française Mafiosa, le clan.

## Distribution

### Acteurs principaux
- Hélène Fillières : Sandra Paoli
- Thierry Neuvic : Jean-Michel Paoli

### Acteurs récurrents
- Fabrizio Rongione : Rémi Andréani
- Patrick Dell'Isola : Commissaire Rocca
- Rémi Martin : Martial Santoni
- Guy Cimino : Hyacinthe Leandri Paoli
- Phareelle Onoyan : Carmen Paoli
- Caroline Baehr : Marie-Luce Paoli

## Fiche Technique
- Scénariste : Stéphanie Benson
- Réalisateur : Louis Choquette

## Liste des épisodes

### Épisode 1
- Diffusion(s) : 
  -  France : 12 décembre 2006 sur Canal+
- Résumé :
  - Sandra Paoli, avocate au pénal au barreau de Bastia, est la nièce de François Paoli, chef de clan craint et respecté sur l'île. Elle ne trempe pas réellement dans les affaires de famille, même si à l'occasion, elle se charge de défendre ou de faire envoyer au trou un des obligés de François Paoli. À la mort de son oncle, elle découvre qu'elle a été choisie par celui-ci pour lui succéder aux affaires. Une femme à la tête d'un clan en Corse cela n'a jamais été vu ! Le commissaire Rocca de la PJ craint la guerre des clans...

### Épisode 2
- Diffusion(s) : 
  -  France : 12 décembre 2006 sur Canal+
- Résumé :
  - Sandra a pris la tête du clan. Elle en profite pour rapatrier chez elle sa mère, internée depuis des années. Cette dernière est mutique, schizophrène... Zamponi, un élu local, propose à Sandra et Jean-Michel un « coup » : le vol des bijoux de l'impératrice Joséphine, exposés sur l'île. L'affaire est dangereuse, voire impossible, ce qui plaît beaucoup au frère et à la sœur... Rocca ne relâche pas sa surveillance sur les Paoli, d'autant qu'on vient de retrouver un certain Gio Sperandei, assassiné dans sa voiture. Or Gio était de ceux qui avaient refusé de voir Sandra accéder à la tête du clan. Rocca soupçonne les Paoli de s'être vengés...

### Épisode 3
- Diffusion(s) : 
  -  France : 19 décembre 2006 sur Canal+
- Résumé :
  - Sandra fait visiter sa distillerie clandestine à Charly Scaglia, un vieil ami de la famille. Il a beau avoir beaucoup de tendresse pour la jeune femme, il reste cependant intraitable en affaire... Sandra recueille une toute jeune fille traquée par ses proxénètes. Elle demande à Jean-Michel de remonter la filière. En apprenant que les Leandri, une autre branche de la famille, sont impliqués dans des affaires de prostitution, Sandra est prise entre l'horreur que lui inspire le destin de la gamine, et son rôle de chef de clan : éviter une guerre fratricide avec les Leandri...

### Épisode 4
- Diffusion(s) : 
  -  France : 19 décembre 2006 sur Canal+
- Résumé :
  - Sandra mesure la difficulté d'exercer son rôle de chef de clan, lorsque Jean-Michel lui demande la permission d'éliminer un témoin gênant, un brave homme qui risque de nuire à l'un des membres du clan en témoignant devant la justice... Un incendie criminel a dévasté un vieil immeuble du port appartenant à la famille Paoli, qui loue les appartements à un prix dérisoire aux petites gens. Sandra découvre que derrière l'incendie se cache un promoteur immobilier véreux qui cherche à édifier un complexe de luxe sur le port. Il est bien décidé à forcer la main aux Paoli... Carmen, la fille de Jean-Michel, est enlevée sur le chemin de l'école. La famille est à cran : qui est derrière ce kidnapping ?

### Épisode 5
- Diffusion(s) : 
  -  France : 26 décembre 2006 sur Canal+
- Résumé :
  - La distillerie clandestine des Paoli, ainsi qu'une laverie, sont la proie d'une attaque violente et meurtrière d'un commando. Qui cherche à déstabiliser le clan ? Pour couronner le tout, Charly Scaglia débarque, menaçant, mettant la police sur les traces Paoli. Il entend bien récupérer sa mise financière dans la distillerie. Zamponi, lui aussi, s'inquiète. Le vent tournerait-il contre les Paoli et leurs alliés ?

### Épisode 6
- Diffusion(s) : 
  -  France : 26 décembre 2006 sur Canal+
- Résumé :
  - De jeunes espoirs s'affrontent dans une salle de boxe de la fondation François Paoli. Tino Marmara s'accroche comme il peut, sous le regard de Sandra. Tout est réglé comme du papier à musique : il est censé tenir 9 rounds. Pourtant il s'écroule au 4e, puis se fait abattre dans la rue en sortant de son match. Rien de tout cela n'était prévu. L'arme aurait déjà servi dans les représailles contre une pailotte, quelque temps auparavant. Cette découverte relance une affaire qui concerne les Paoli de près. Pendant ce temps, Jean-Michel prépare un gros braquage avec des complices italiens. La cible : une banque réputée imprenable. Une grosse affaire, risquée, mais rentable, en tout cas parfaitement préparée par ses partenaires. Mais Marie-Luce, la femme de Jean-Michel, a une sourde prémonition...

### Épisode 7
- Diffusion(s) : 
  -  France : 2 janvier 2007 sur Canal+
- Résumé :
  - Le village Santa Castella, fief de Zamponi, est en émoi. Les gendarmes ont saisi les registres électoraux. On craint une commission rogatoire et le contat des habituelles fraudes électorales. Une poignée de manifestants nationalistes s'oppose sur place aux gendarmes de l' « État colonial ». Zamponi appelle Sandra au secours : elle a l'oreille des nationalistes et des autorités... Sandra et Jean-Michel ont par ailleurs une affaire urgente à mener : s'emparer de la cargaison d'armes que la douane vient de saisir sur un cargo. Le but : un échange contre la drogue du fameux Suleiman, venu spécialement d'Orient pour l'occasion. La DEA est sur le coup...

### Épisode 8
- Diffusion(s) : 
  -  France : 2 janvier 2007 sur Canal+
- Résumé :
  - Sandra fait son entrée en politique. Cela change la donne dans le clan. Désormais, elle va devoir conserver une façade propre. À Jean-Michel les basses besognes... Au moment où il se sent mourir, Ange-Marie, le père de François Paoli, confie à Sandra un lourd secret de famille... Jean-Michel est sur le point de finaliser l'échange armes contre drogue avec Suleiman, quand Sandra obtient des informations essentielles de la part d'un de ses « amis » politiques. Jean-Michel est en danger. Si elle le prévient, elle tombe, et le clan avec...